# Deutsches Arbeitsschutzmuseum

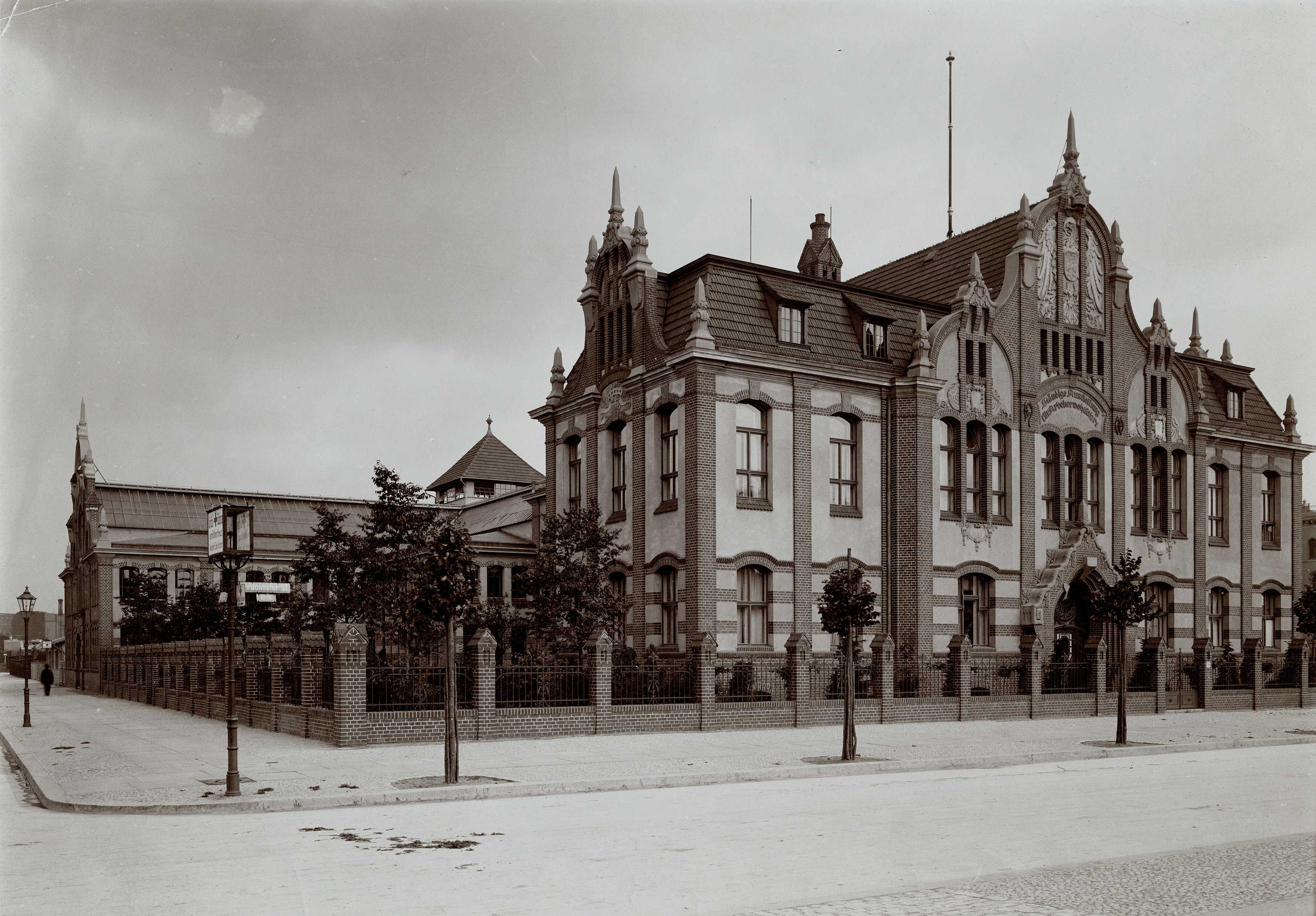
Ständige Ausstellung für Arbeiterwohlfahrt, 1903

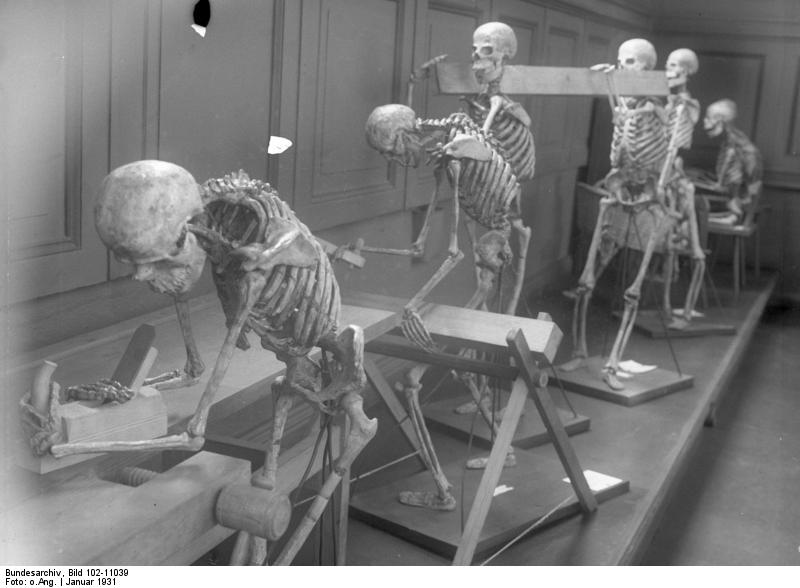
Blick in das Innere des Ausstellungsraums zum Thema Körperhaltung, 1931

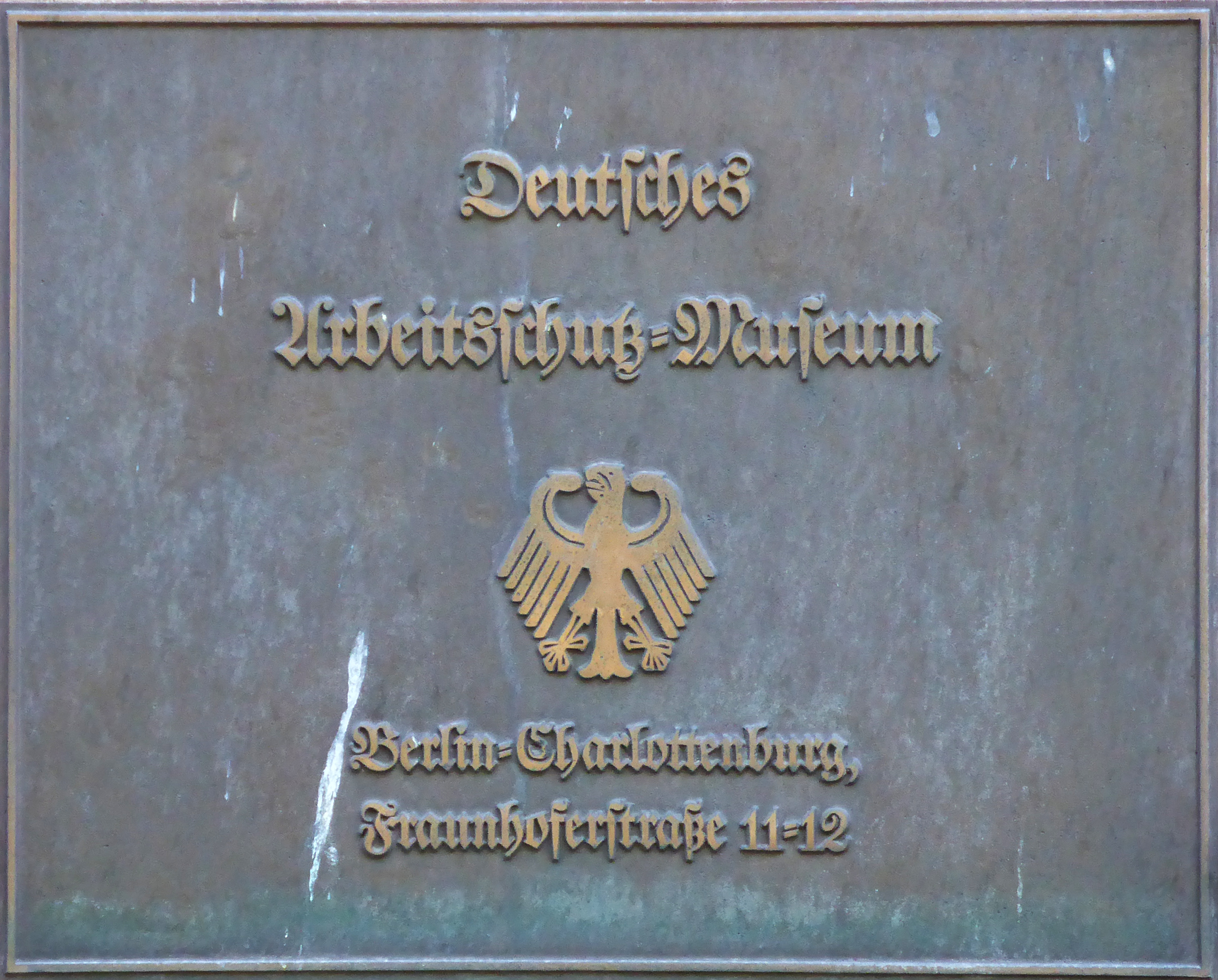
Eingangstafel des Deutschen Arbeitsschutz-Museums, heute an der Fassade des Deutschen Technikmuseums

Das Deutsche Arbeitsschutzmuseum war ein Lernort für die Aufrechterhaltung der Sicherheit und Gesundheit am Arbeitsplatz. Es bestand von 1922 bis 1945 in Berlin-Charlottenburg. Als dem Reichsarbeitsministerium unmittelbar unterstellte Behörde des Deutschen Reichs war das Museum der Nachfolger der Ständigen Ausstellung für Arbeiterwohlfahrt.

## Geschichte
Vorläufer war die 1903 eröffnete Ständige Ausstellung für Arbeiterwohlfahrt, deren Gebäude von dem kaiserlichen Baubeamten Johann Hückels entworfen wurden. Die Ausstellung musste mit Ausbruch des Ersten Weltkriegs im August 1914 geschlossen werden. In der Weimarer Republik erfolgte die Wiedereröffnung der Arbeitsschutz-Ausstellung erst Mitte des Jahres 1922. Dem Zeitgeschmack entsprechend erfolgte 1927 die Umbenennung in Deutsches Arbeitsschutzmuseum.
Das Deutsche Arbeitsschutzmuseum wurde am 1. April 1930 als Reichsbehörde neu gegründet. Die Gründung war verbunden mit der gleichzeitigen Aufhebung der Restverwaltung der Reichsarbeitsverwaltung. Reichspräsident Paul von Hindenburg und der deutsche Reichsarbeitsminister Adam Stegerwald erließen am 1. Juli 1930 die Verordnung über Errichtung einer Reichsbehörde Deutsches Arbeitsschutzmuseum in Berlin.
Das Museum auf dem Grundstück Fraunhoferstraße 11–12 verfügte über eine ständige Ausstellung für Arbeitsschutz und Sicherheit in Heim, Freizeit und vor allem auch in der Schule. Die Räumlichkeiten des Museums wurden auch als Veranstaltungsort und während des Kriegs auch als Schulungsstätte für den Luftschutz genutzt.
Im Jahr 1939 erfolgte die Umbenennung in Reichsstelle für Arbeitsschutz. Nachdem der Gebäudekomplex im November 1943 größtenteils zerstört worden war, zog die Behörde 1944 nach Soest um, am Ende des Zweiten Weltkriegs kam ihre Arbeit zum Erliegen.
Leiter des Deutschen Arbeitsschutzmuseums wurde Oberregierungsrat Paul Bertheau (1873–1956) und blieb dies bis zu seiner Versetzung in den Ruhestand im Mai 1938. Im Beirat des Arbeitsschutzmuseums saß u. a. der Ingenieur Friedrich Ludwig (1872–1945). Zu den Angestellten des Museums zählten die 1942 bzw. 1943 hingerichteten Widerstandskämpferinnen Elisabeth Schumacher und Erika Gräfin von Brockdorff.